# Jeux du Canada d'hiver de 2027
Navigation
Édition précédente Édition suivante
Les Jeux du Canada d'hiver de 2027 se dérouleront du 26 février au 15 mars 2027 à Québec. Cette 31e édition marque le retour des Jeux dans la capitale québécoise qui les avaient vus naître en 1967.

## Organisation

### Choix de la ville hôte
Le 14 juin 2021, le conseil municipal de Whitehorse déclare son intention de proposer sa candidature pour l'obtention des Jeux. Le Parti libéral du Yukon et le Parti du Yukon se positionnent en faveur de cette candidature lors des élections générales yukonnaises de 2021. La campagne d'obtention en lancée en septembre. En novembre 2022, le Yukon retire sa candidature en raison d'un manque de financement de la part du gouvernement fédéral.
En janvier 2023, le gouvernement du Québec signale son intérêt au Conseil des Jeux du Canada. La candidature québécoise est rapidement acceptée le mois suivant. Le choix de la ville de Québec est rendu public le 18 avril 2023.

### Préparation des Jeux
Le 11 septembre 2023, la Société hôtesse des Jeux du Canada annonce la nomination des douze membres de son conseil d'administration. Denis Servais est nommé à la présidence. Le conseiller municipal Jean-François Gosselin devient responsable du dossier des Jeux au comité exécutif de Québec.
La Ville de Québec octroie 1,14 million $ à la Société hôtesse le 15 septembre afin de payer les « droits d'accueil de l'événement » et de « supporter la phase de démarrage ». Le 19 septembre, le maire Bruno Marchand annonce la construction d'une centre dédié au curling dans le quartier Lebourgneuf, destiné à devenir un des « legs » des Jeux. Le 2 avril 2024, la Ville annonce une contribution maximale d’une valeur de 15,5 millions $ à la Société hôtesse des Jeux du Canada. Elle verse également un demi-million de dollars à l'organisme Excellence sportive Québec-Lévis pour soutenir la préparation des athlètes de la région de Québec en vue des Jeux. La somme des contributions municipales totalise environ 20 millions $.

## Sites de compétition
- Centre de glaces de Québec (patinage de vitesse courte et longue piste, ringuette et patinage artistique)
- Centre multifonctionnel de curling de Québec - à construire[11] (curling féminin, curling masculin et mixte)
- Centre de ski Le Relais
- Centre de biathlon Myriam-Bédard à la BFC Valcartier (biathlon)
- Centre des congrès de Québec
- Mont Sainte-Anne (ski de fond)
- Pavillon Guy-Lafleur (hockey masculin et féminin)
- Pavillon de l'éducation physique et des sports (hockey masculin et féminin)
- Station touristique Stoneham (ski alpin)

## Compétitions

### Sports au programme
20 disciplines sportives seront présentées lors des Jeux. Le ski acrobatique et l'escalade sportive sont ajoutés en tant que disciplines optionnelles. Ce sera la première fois que de l'escalade sera présenté aux Jeux du Canada.
- Ski alpin
- Tir à l'arc
- Gymnastique artistique
- Badminton
- Biathlon
- Ski de fond
- Curling (équipe de quatre et double mixte)
- Patinage artistique
- Ski acrobatique
- Hockey sur glace
- Judo
- Karaté
- Ringuette
- Planche à neige
- Patinage de vitesse sur piste courte
- Patinage de vitesse sur longue piste
- Escalade sportive
- Squash
- Tennis de table
- Trampoline
- Basket-ball en fauteuil roulant

### Tableau des médailles
- Province hôte

| Rang  | Province ou territoire    | Médaille d'or | Médaille d'argent | Médaille de bronze | Total |
| 0     | Québec                    | -             | -                 | -                  | -     |
| 0     | Ontario                   | -             | -                 | -                  | -     |
| 0     | Alberta                   | -             | -                 | -                  | -     |
| 0     | Colombie-Britannique      | -             | -                 | -                  | -     |
| 0     | Saskatchewan              | -             | -                 | -                  | -     |
| 0     | Manitoba                  | -             | -                 | -                  | -     |
| 0     | Nouveau-Brunswick         | -             | -                 | -                  | -     |
| 0     | Île-du-Prince-Édouard     | -             | -                 | -                  | -     |
| 0     | Yukon                     | -             | -                 | -                  | -     |
| 0     | Territoires du Nord-Ouest | -             | -                 | -                  | -     |
| 0     | Nouvelle-Écosse           | -             | -                 | -                  | -     |
| 0     | Terre-Neuve-et-Labrador   | -             | -                 | -                  | -     |
| 0     | Nunavut                   | -             | -                 | -                  | -     |
| Total | Total                     | -             | -                 | -                  | -     |